# Sinais de Fogo (filme)
Sinais de fogo (em espanhol, Señales de fuego) é uma adaptação cinematográfica do livro Sinais de fogo, de Jorge de Sena.
Foi adaptado ao cinema em 1995 por Luís Filipe Rocha e conta no elenco com Diogo Infante.